# Elaphoglossum rubellum
Elaphoglossum rubellum är en träjonväxtart som beskrevs av John T. Mickel. Elaphoglossum rubellum ingår i släktet Elaphoglossum och familjen Dryopteridaceae. Inga underarter finns listade.